# Gare d’Aiguebelle
Gare d'Aiguebelle – przystanek kolejowy w Aiguebelle, w departamencie Sabaudia, w regionie Owernia-Rodan-Alpy, we Francji. 
Jest przystankiem kolejowym Société nationale des chemins de fer français (SNCF), obsługiwanym przez pociągi TGV i TER Rhône-Alpes. 

## Położenie
Znajduje się na wysokości 319 m n.p.m., na km 175,198, pomiędzy stacjami Chamousset i Épierre - Saint-Léger.